# 1891
Évszázadok: 18. század – 19. század – 20. század
Évtizedek: 1840-es évek – 1850-es évek – 1860-as évek – 1870-es évek – 1880-as évek – 1890-es évek – 1900-as évek – 1910-es évek – 1920-as évek – 1930-as évek – 1940-es évek
Évek: 1886 – 1887 – 1888 – 1889 –  1890 – 1891 – 1892 – 1893 – 1894 – 1895 – 1896

## Események

### Határozott dátumú események
- február 24. – Kiadják Brazília második, a köztársaság első alkotmányát.
- március 27. – Bulgáriában a Sztefan Sztambolov elleni merényletben életét veszti Hriszto Belcsev pénzügyminiszter.[1]
- május 15. – XIII. Leó pápa kiadja Rerum novarum című enciklikáját.[2]

### Határozatlan dátumú események
- az év folyamán – 
  - Jan Matejko lengyel festő megfesti az 1791. május 3-i alkotmány című képét a májusi alkotmány megalkotásának 100. évfordulója alkalmából.
  - Megindul a főváros pesti oldalának nagy csatornázási munkálata.[3]
  - Windhoek lesz Német Délnyugat-Afrika fővárosa

## Az év témái

### 1891 a sportban
- december 21. – Az első kosárlabda-mérkőzés Springfieldben.
- Az első műkorcsolya- és jégtánc-Európa-bajnokság Hamburgban.

### 1891 a tudományban
- november 5. - A Mathematikai és Physikai Társulat megalakulása.

## Születések

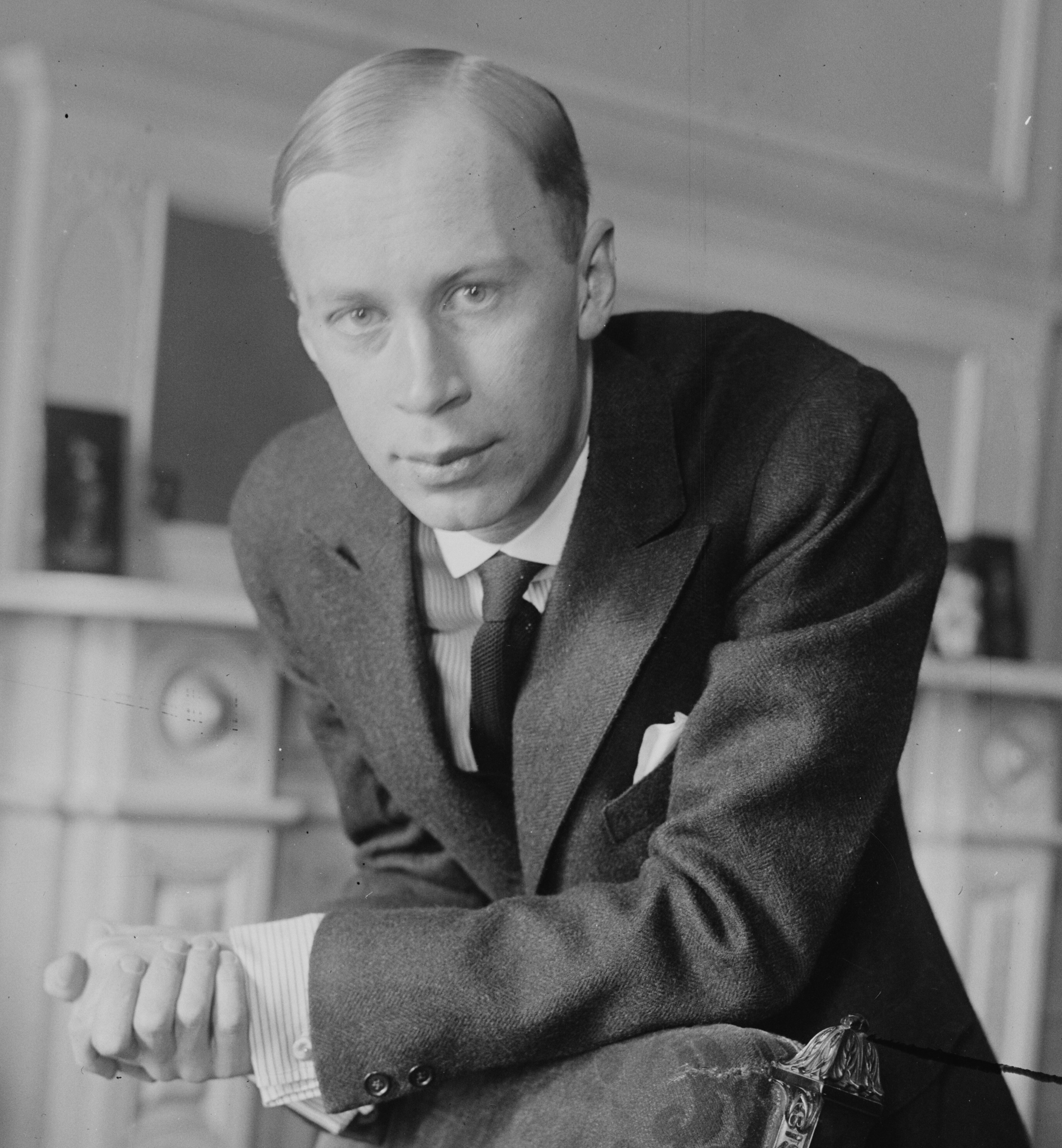
Prokofjev

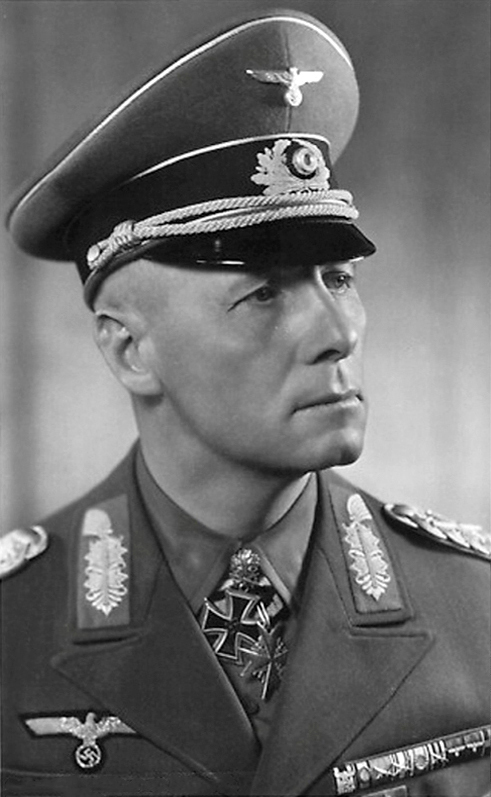
Erwin Rommel

- január 13. – Baghy Gyula, a magyarországi eszperantó mozgalom kiemelkedő alakja († 1967)
- január 17. - Walter Eucken német közgazdász († 1950)
- január 22. – Antonio Gramsci olasz kommunista író, politikus († 1937)
- január 23. – Vitéz Attila magyar földbirtokos, országgyűlési képviselő († 1953)
- február 9. – Forster György magyar jogász, földbirtokos, országgyűlési képviselő († 1944)
- február 11. – Komját Aladár költő († 1937)
- február 20. – Pulszky Romola író, táncos, Vaclav Nyizsinszkij felesége († 1978)
- február 23. – Hendrey József erdőmérnök, országgyűlési képviselő († 1959)
- március 3. – Esterházy László magyar nagybirtokos, vadászati felügyelő, császári és királyi kamarás, főrendi-, majd felsőházi tag († 1966)
- március 8. – G. Váczi Lajos magyar gazdálkodó, kisgazda politikus, országgyűlési képviselő († 1970)
- március 25. vagy április 6. - Borisz Sztyepanovics Vinogradov orosz zoológus, anatómus, paleontológus, ökológus és természettudós, aki a rágcsálók tanulmányozásában szerzett hírnevet († 1958)
- március 27. – Zilahy Lajos író († 1974)
- április 8. – Tolnay Dezső vezérőrnagy, a Honvéd Térképészeti Intézet parancsnoka († 1973)[4]
- április 23. – Szergej Szergejevics Prokofjev orosz zeneszerző († 1953)
- május 15. – Mihail Afanaszjevics Bulgakov orosz író († 1940)
- június 6. – Lányi Sarolta költő, műfordító († 1975)
- június 23. – Vladislav Vančura, a 20. század egyik kiemelkedő cseh írója, filmrendező, forgatókönyvíró († 1942)
- július 13. – Zimmer Ferenc hungarista országgyűlési képviselő († 1949)
- augusztus 16. – Prokopecz József magyar gazdálkodó, az 1939–1944 közti magyar országgyűlés meghívott felvidéki képviselőinek egyike († 1953)
- szeptember 6. – Yrjö Väisälä finn meteorológus és csillagász († 1971)
- szeptember 13. – Nemes-Lampérth József magyar festő és grafikus († 1924)
- szeptember 16. – Karl Dönitz német tengernagy († 1980)
- szeptember 26. – Hans Reichenbach német fizikus, filozófus († 1953)
- október 12. – Konoe Fumimaro japán politikus, miniszterelnök († 1945).
- október 12. – Tulogdy János magyar földrajztudós, barlangkutató, egyetemi tanár († 1979).
- október 12. – Keresztes Szent Terézia Benedikta (született: Edith Stein) zsidó származású német filozófus, karmelita apáca, katolikus szent (Európa társvédőszentje, az árvák és a mártírok védőszentje) († 1942).
- október 20. – James Chadwick Nobel-díjas angol fizikus, a neutron felfedezője († 1974)
- november 11. – Gádor István Kossuth-díjas magyar kerámiaművész, érdemes és kiváló művész († 1984)
- november 14. – Frederick Banting Nobel-díjas kanadai orvoskutató, az inzulin egyik felfedezője († 1941)
- november 15. – Erwin Rommel német tábornagy († 1944)
- november 21. – Alfred Sturtevant amerikai genetikus († 1970)
- november – Gvangul N, Zauditu etióp császárnő idősebb lánya († 1895)
- december 29. – Imrédy Béla miniszterelnök († 1946)

## Halálozások
- január 22. – Ybl Miklós építész (* 1814)
- január 23. – Simor János bíboros, esztergomi érsek (* 1813)
- február 21. – Hofmann Károly geológus, paleontológus (* 1839)
- március 17. – Eduard Clam-Gallas az osztrák császári sereg tábornoka (* 1805)
- március 31. – Jendrassik Jenő fiziológus, biofizikus, az MTA tagja (* 1824)
- április 23. – Andrássy Manó festőművész, karikaturista, műgyűjtő, az MTA tagja (* 1821)
- április 27. – Joachim Oppenheim rabbi, író (* 1832)
- május 4. – Grünwald Béla politikus, történetíró (* 1839)
- május 5. – Rényi György katonatiszt (* 1829)
- május 27. – Csukássi József szerkesztő (* 1841)
- augusztus 12. – Haan Lajos evangélikus lelkész, történetíró, az MTA tagja (* 1818)
- augusztus 22. – John Cooper az amerikai tengerészgyalogság tagja volt (* 1832)
- szeptember 1. – Ballagi Mór, teológus, nyelvész, az MTA tagja (* 1815)
- szeptember 17. – Petzval József mérnök-matematikus, egyetemi tanár, feltaláló, az MTA külső tagja a Bécsi Tudományos Akadémia tagja (* 1807)
- szeptember 18. – William Ferrel amerikai meteorológus, az elméleti meteorológia egyik megalapozója (* 1817)
- szeptember 30. – Georges Boulanger francia katonatiszt, jobboldali politikus (* 1837)
- október 22. – Dávid Béla költő (* 1867)
- november 9. – Bacher Simon magyar zsidó költő, író (* 1853)
- november 10. – Arthur Rimbaud francia szimbolista költő (* 1854)
- november 10. – Zsemlics István, magyarországi szlovén író (* 1840)
- november 12. – Divald Adolf magyar erdész és szakíró, az MTA levelező tagja (* 1828)
- november 13. – Csonka Ferenc magyar református lelkész, esperes (* 1822)
- november 14. – Eperjessy Sándor teológiai doktor és kanonok, költő (* 1811)
- november 19. – Csiky Gergely magyar író, a Kisfaludy Társaság másodtitkára, a Magyar Tudományos Akadémia levelező tagja (* 1842)
- november 30. – Hunfalvy Pál magyar nyelvész, etnológus, történetíró (* 1810)
- december 11. - Rehatsek Ede magyar mérnök, matematikus, orientalista (* 1819)